# 平田村 (福島県信夫郡)
平田村（ひらたむら）は福島県信夫郡にかつて存在した村である。

## 地理
- 現在の福島市の南部に位置する。

## 歴史

### 村域の変遷
- 1889年（明治22年）4月1日 - 町村制施行により、平石村・小田村・山田村が合併し信夫郡平田村が発足。
- 1955年（昭和30年）3月1日 - 平田村は大森村・鳥川村と合併し信夫村が発足。平田村は消滅。
- 1965年（昭和40年）6月1日 - 信夫村は松川町とともに福島市に編入され、消滅。

変遷表
| 1868年 以前 | 1868年 以前 | 明治9年 | 明治22年 4月1日 | 昭和30年 3月1日 | 昭和40年 6月1日 | 現在   |
| ----------- | ----------- | ------- | --------------- | --------------- | --------------- | ------ |
|             | 平沢村      | 平石村  | 平田村          | 信夫村          | 福島市 に編入   | 福島市 |
|             | 石名坂村    | 平石村  | 平田村          | 信夫村          | 福島市 に編入   | 福島市 |
|             | 新田野目村  | 小田村  | 平田村          | 信夫村          | 福島市 に編入   | 福島市 |
|             | 小倉村      | 小田村  | 平田村          | 信夫村          | 福島市 に編入   | 福島市 |
|             | 山田村      |         | 平田村          | 信夫村          | 福島市 に編入   | 福島市 |

## 大字
- 平石（ひらいし）
- 小田（おだ）
- 山田（やまだ）

## 人口・世帯

### 人口
総数 [単位： 人]
| 1907年（明治40年） | 2,234 |
| 1920年（大正09年） | 2,829 |
| 1947年（昭和22年） | 3,558 |

### 世帯
総数 [単位： 世帯]
| 1920年（大正09年） | 440 |
| 1947年（昭和22年） | 575 |